# 德讷济
德讷济（法語：Denezy）是瑞士联邦西部法语区的沃州下设的一个镇。在行政上属于沃州格罗区管辖。德讷济的总面积为3.79平方公里。截至2010年底，总人口为146。

## 历史
2013年1月1日，德讷济将与沃州格罗区的沙内阿、穆东上沙佩勒、科尔翁、马尔特朗日、穆东上内吕、佩尔-波桑、圣西耶尔日及捷朗合并，组成新的蒙塔奈尔镇（Montanaire）。